# Lighters Up
«Lighters Up» (с англ. — «Зажигалки вверх») — песня американского исполнителя Snoop Lion при участии Mavado и Popcaan. Эта песня была выпущена 18 декабря 2012 года в качестве второго сингла с его двенадцатого студийного альбома Reincarnated, через лейблы Berhane Sound System, Vice Records, Mad Decent и RCA. Официальное видео было выпущено 1 февраля 2013 года через VEVO.

## Список композиций
- Цифровая дистрибуция[3]

1. Lighters Up (при участии Mavado и Popcaan) — 3:46

## Чарты

### Еженедельные чарты
| Чарты (2013)                        | Пик позиция |
| ----------------------------------- | ----------- |
| Бельгия/Фландрия (Ultratop 50)      | 29          |
| Бельгия/Фландрия (Ultratop Urban)   | 31          |
| US Reggae Digital Songs (Billboard) | 3           |